# ملعب بوليدبورتيفو كاتشاماي
ملعب بوليدبورتيفو كاتشاماي (بالإسبانية:Polideportivo Cachamay) هو أحد الملاعب التسعة التي أقيمت عليها كوبا أميركا 2007. يقع في مدينة بويرتو أورداز الفنزويلية. يتسع الملعب لحوالي 41600 متفرج.